# Gayomyia falcatus
Gayomyia falcatus là một loài côn trùng trong họ Hemerobiidae thuộc bộ Neuroptera. Loài này được Blanchard in Gay miêu tả năm 1851.